# 楊元禕
楊元禕（?—?），唐朝官员，出自弘农杨氏，楊素弟杨岳之孙，杨弘武之子，杨元亨、杨元禧之弟。
杨元祎担任缑氏县令。楊元禧得罪张易之，张易之密奏楊元禧、楊元禕是杨素兄弟之后，楊素父子在隋朝是逆臣，子孙不合供奉。武则天下诏杨素及兄弟子孙不得任京官及侍卫。杨元祎贬为梓州司马。张易之被诛，楊元禕复任京官，后来官至宣州刺史。